# 贺锦
贺锦（—1651年）是明朝民變将领，别号左金王（一说為争世王，左金王是蔺养成）。崇祯初年于陕西發動民變。后活动于中原地区。崇祯十一年（1638年）農民军受挫时，他拒絕投降。后与贺一龙、马守应转移到英山、霍山、潜山、太湖縣一带與贺一龙、马守应、刘希尧、蔺养成共同組建革左五营。崇祯十五年（1642年）与李自成联合。贺一龙被杀后贺锦出面安撫贺一龙的部眾，不久率軍攻取兰州、河西等地。李自成死后，与李过、高一功等抗擊清朝。永曆五年（1651年）與高一功由貴州進入四川，結果被孙可望阻殺。